# فيو-55 منجى
فيو-55 منجى دبابة قتال هندسية متعددة الاستخدامات.